# Nowe Kolnie
Nowe Kolnie (Duits: Neu Köln) is een dorp in de Poolse woiwodschap Opole. De plaats maakt deel uit van de gemeente Lubsza en telt 150 inwoners.